# Stade de Zakho
Le Stade de Zakho (en arabe : ملعب زاخو, et en kurde : یاریگەها زاخۆ), également connu sous le nom de Stade international de Zakho (en arabe : ملعب زاخو الدولي, et en kurde : یاریگەها نێودەولەتیا زاخۆ), est un stade de football irakien situé dans la ville de Zakho, dans la province de Dahuk au nord de l'Irak. Inauguré en 2015, il a une capacité de 20 000 places. Bien qu'étant principalement affecté au football, il possède diverses utilisations.
Son club résident est le Zakho FC qui y a livré son premier match le 3 juin 2015 face à l'équipe nationale irakienne de football. La rencontre s'est terminée par une victoire 2–0 des Lions de Mésopotamie (surnom de l'équipe nationale irakienne) inscrits par Hussein Ali Wahid et Younis Mahmoud,.
Actuellement, le stade accueille les matchs à domicile de Zakho FC en Championnat d'Irak de football.
L'inauguration a suscité une forte affluence ainsi que la présence de l'ancien ministre de la jeunesse et des sports Abdul-Hussein Abtaan, le président du Comité national olympique irakien Raad Hammoudi et l'ancien buteur de l'équipe nationale irakienne Hussein Saeed.

## Architecture et conception
Le stade dispose de 20 portes d'entrée et de sortie. Le revêtement du toit est composé d'un assemblage de 12 000 m2 de panneaux architecturaux en polycarbonate ombrés de rouge et de blanc rappelant ainsi les couleurs de l'équipe locale. Les gradins sont entièrement équipés de sièges pour une capacité maximale de 20 000 places. Le stade est doté d'une pelouse hybride qui est une technologie de pelouse alliant gazon naturel et microfibres synthétiques.
La construction de l'ensemble du complexe sportif a duré 3 ans (de 2012 à 2015) pour un coût total de 20 millions de dollars.